# Василиј Рубан
Василиј Григорјевич Рубан (рус. Васи́лий Григо́рьевич Рубан; Белгород, 25. март 1742 – Санкт Петербург 24. септембар 1795) био је руски песник, издавач и преводилац, са латинског је на руски преводио дела Вергилија и Овидија. У својим делима описивао је и географске и историјске карактеристике руских крајева, написао је и први водич по Москви под насловом Описи императорске престонице града Москве. Био је и упосленик руског министарства спољних послова где је радио на пословима превођрња документара са турског језика, а касније је активно преводио књижевна дела са француског и немачког језика и објављивао их у московским књижевним часописима.
Пуних 18 година радио је и као секретар код књаза Григорија Потемкина у граду Запорожју.